# 偽・うpのギョーカイ時事放談
偽・うpのギョーカイ時事放談（にせ・うぷのギョーカイじじほうだん）は、パーソナリティの所属会社の作品プロモーションを目的としたトーク番組。第2期の偽・うpのギョーカイ時事放談SUPER!（にせ・うぷのギョーカイじじほうだんスーパー!）、第3期ののら犬兄弟のギョーカイ時事放談（のらいぬきょうだいのギョーカイじじほうだん）、第4期ののら犬ブラザースのアニメ!ギョーカイ時事放談（のらいぬブラザースのアニメギョーカイじじほうだん）、第5期ののら犬さんのアニメ！ギョーカイ時事放談（のらいぬさんのアニメギョーカイじじほうだん）についても述べる。インターネットラジオ番組。
番組スポンサーは出演者らの当時の所属会社など、番組にゆかりのある会社を「CM提供」称して無償で流している。ハッシュタグは初期から #niseup である。

## 概要
ジェネオンエンタテインメント（開始当時）のプロデューサーの「偽まる」こと川瀬浩平と、川瀬と親交の深いショウゲートのプロデューサー（開始当時）の「UPLIFT」こと伊平崇耶が、『アニメに関連する人物をゲストに招いて話を聞き、プロデューサーとしての勉強をして、「売れないプロデューサー」という冠を返上すべくがんばっていこうという体でやっていく』インターネットラジオ番組としてスタート。
2007年5月からキャララジオ内にて4回配信を行ったところ各方面から大きな反響があり、偽まるの上司の指示により同年10月から新番組としてスタートすることとなる。
2008年4月3日に番組名を変更し、パーソナリティのUPLIFTが降板し、バーナムスタジオのアニメ仮面（里見哲朗）に交代。
また同年10月16日にはパーソナリティの偽まるが降板し、日活に転職したUPLIFTが復帰。
2011年4月には、偽まるがワーナー エンターテイメント ジャパンに転職したことによりジェネオンが提供から外れている。
アニメ業界の話や愚痴、業界人ゲストとのトークが特徴で、週に2万アクセス を記録している。
2022年9日には、アニメ仮面が卒業し、偽まるがワーナー エンターテイメント ジャパンを退職し翌月1日よりフリーに転向。
フリーアニメプロデューサー 川瀬浩平 の名義となり番組名を変更し、初回ゲストは桃井はるこであった。
ほどなくして浅見春那が番組アシスタントに加わった。

## スタッフ
- プロデューサー： 飯田尚史（ジェネオンエンタテインメント⇒ワーナー エンターテイメント ジャパン 宣伝プロデューサー）
- ディレクター： 萩野谷昇（スバルプランニング）

## 偽・うpのギョーカイ時事放談
2007年5月18日-6月8日：キャララジオにて毎週金曜日配信。

### パーソナリティ
- 偽まる（ジェネオンエンタテインメント　プロデューサー）
- UPLIFT（ショウゲート　プロデューサー(当時)）

### 主なコーナー
- 雑談
- ゲストと対談
- GENEON COUNTDOWN （ジェネオンエンタテインメントの宣伝コーナー）
  - このコーナーのアタックはUPLIFT担当

### ゲスト
- #1 ☆上田耕行（ジェネオンエンタテインメント制作本部第2制作部　チーフプロデューサー）
- #2 ☆Jenya（コーディネーター）
- #3 浅野真澄（声優）
- #3,#4 生天目仁美（声優）

## 偽・うpのギョーカイ時事放談SUPER!
2007年10月4日-2008年3月27日：RONDO ROBE公式サイトにて毎週木曜19時00分に配信された。ジェネオンエンタテインメント・ショウゲート提供。

### パーソナリティ
- 偽まる
- UPLIFT

### 主なコーナー
- ゲストと対談
- GENEON Showgate COUNTDOWN（ジェネオンエンタテインメントおよびショウゲートの宣伝コーナー）

#19-24に、ジェネオンエンタテインメントより女性アシスタント「ウメ」が出演（※愛称はウメビッチ、ウメタ等）。

### ゲスト
- #01,02 ☆ゲストなし
- #03,04 ☆里見哲朗（バーナムスタジオ アニメーションプロデューサー）
- #05,06 水島努（アニメ監督）・山本寛（演出家）
- #07,08 ポニーキャニオンプロデューサー陣
- #09,10 後藤麻衣（声優）
- #11,12 ☆松倉友二（J.C.STAFF アニメーションプロデューサー）
- #13,14 生天目仁美（声優）
- #15,16 ☆大和田秀樹（漫画家）
- 特別放送（年末公開録音） 生天目仁美・伊藤静（声優）
- #17,18 ☆里見哲朗・杉本誠司（ニワンゴ代表取締役）
- #19,20 ☆木谷高明（ブシロード代表取締役社長）
- #21,22 ☆佐藤進哉（ビットウェイアニ★ロコ事業部長）
- #23,24 ☆里見哲朗

### 備考
- 第4回配信分で、ニコニコ動画などインターネットを介した違法アップロードについて言及したところ、想定外の反響があり、ウェブ上のあちこちで取り上げられた。このことは後の配信分で半ば黒歴史として話題にのぼることがある。また、このことがきっかけで第17回・第18回配信分でニワンゴ代表取締役の杉本誠司をゲストとして迎えることになる（一方で、第4回ゲストの里見哲朗は第2回ニコニコ国際映画祭の審査員として招待されている）。

## 偽・うpのギョーカイ時事放談SUPER! スペシャル!
正式なタイトルは『偽・うpのギョーカイ時事放談SUPER! 頼まれてもいないのに勝手に電撃15年祭を宣伝しようスペシャル!』。
2007年11月9日-11月30日：キャララジオにて毎週金曜日配信。ジェネオンエンタテインメント・ショウゲート提供。

### パーソナリティ
- 偽まる
- UPLIFT

### 主なコーナー
- ゲストと対談

### ゲスト
- #1 こはるびより　喜多村英梨・明坂聡美（声優）
- #2 灼眼のシャナ　釘宮理恵・日野聡（声優）
- #3 乃木坂春香の秘密　能登麻美子、後藤麻衣（声優）
- #4 ☆撲殺天使ドクロちゃん　おかゆまさき（小説家）・三木一馬（メディアワークス 電撃文庫編集部員） 電撃15年祭での公開録音の模様

## のら犬兄弟のギョーカイ時事放談!
2008年4月3日-2015年3月25日：RONDO ROBE公式サイトにて毎週木曜19時00分に配信（2011年の129回より毎週水曜19時00分に変更）。ジェネオンエンタテインメント（現ジェネオン・ユニバーサル#1-#140）・日活（#103-#271、生放送回のみ）・ビッグローブアニメワン（#103より生放送のみ）・キャララジオ（#1-102まで、#104より収録放送のみ）・マベリカ(#30より)・バーナムスタジオ（#272-）提供。CM提供はアスキー・メディアワークス・cafe apartment。

### 沿革
前番組が当初予定の半年の放送を終了した時点でリニューアルを行い、パーソナリティが偽まると『アニメ仮面』こと里見哲朗に交代、UPLIFTの降板と共にショウゲートも製作から降り、代わってキャララジオが参加した。その後、2008年10月23日の第30回から偽まるが降板し、入れ替わりにUPLIFTが復帰した。また第30回より、番組公式サイトの制作支援を行っている、マベリカがスポンサーに参加した。さらに、第56回よりアニメ仮面の専門学校入学に伴いアニメ仮面の降板と偽まるの復帰が行われた。3年目に突入した第102回より隔週放送となる。放送形式はNECビッグローブのアニメワンにて行われる月1回（月曜日22:30頃-24:00頃）の生放送（3日後に番組サイトにて再配信される。）と、翌々週（木曜日）の収録放送である。2011年となった第129回より月1回の生放送が再配信なしとなり、収録放送分も含め水曜日に配信日が移動した。2011年4月の第141回より、『偽まる』こと川瀬浩平がジェネオン・ユニバーサルを退社し、ワーナー エンターテイメント ジャパンに入社したことにより、ジェネオン・ユニバーサルの提供が外れた。2013年になり、第271回にてUPLIFTが降板したことにより日活のスポンサードが外れ、第272回からは第1回のパーソナリティであるアニメ仮面が4年ぶりに復帰し、バーナムスタジオがスポンサードされた。

### パーソナリティ
- 偽まる（ジェネオン・ユニバーサル→ワーナー エンターテイメント ジャパン）（#1-#29、#56-#68、#71-#110、#112-）
  - パーソナリティ休業期間はブースの外から又はGENEON COUNTDOWNのみそしてゲストで参加する場合もあった。
- アニメ仮面（#1-#55、#70、#272-）
- UPLIFT（日活 編成本部編成部）（#30-#67、#69-#271）
- 中山信宏（ジェネオン・ユニバーサル→ワーナー エンターテイメント ジャパン）（#111）

### 主なコーナー
- ゲストと対談（ゲストが無い場合は、用意された時事ネタまたは投稿されたメールに関する雑談）
- GENEON COUNTDOWN（ジェネオンエンタテインメントの宣伝コーナー）
  - #44よりジェネオンの合併による社名変更により、コーナーもGENEON UNIVERSAL COUNTDOWNに変更された。
  - #141より偽まるのジェネオン・ユニバーサル退社とワーナー入社により、ワーナー＆日活COUNTDOWNに変更された。
  - #272よりUPLIFTの降板によりワーナーCOUNTDOWNに変更された。
  - #554よりプロデューサー飯田のワーナー退社により、ワーナーCOUNTDOWNは廃止された。

### ゲスト
表記の肩書は出演時のもの。ゲストなしの生放送は省略。
- #01,02 ☆轟豊太（エモーション プロデューサー）、中山信宏（ジェネオンエンタテインメント制作本部第2制作部 プロデューサー）
- #03,04 渡辺隆（ポニーキャニオン プロデューサー）、川原陽子（ゴンゾ プロデューサー）、木立己百花（ゴンゾ プロモーター）
- #04 髙取昌史（ポニーキャニオン プロデューサー）
- #06,07 ☆山田真哉（公認会計士、「さおだけ屋はなぜ潰れないのか?」「女子大生会計士の事件簿」著者）
- #08,09 ☆大野修一（徳間書店 月刊COMICリュウ編集長）
- #12,13 ☆高橋祐馬（アニプレックス 宣伝プロデューサー）
- #13 ☆中山信宏（ジェネオンエンタテインメント制作本部第2制作部 プロデューサー）
- #14 ☆明治大学アニメ・声優研究会
- #16,17 高尾俊太郎（学習研究社 メガミマガジン編集長）
- #18,19 ☆おかゆまさき（小説家）、三木一馬（アスキー・メディアワークス 電撃文庫編集部員）
- #24,25 ☆米たにヨシトモ（アニメーション監督）
- #28 ☆松倉友二（J.C.STAFF アニメーションプロデューサー）
- #29 ☆山田真哉（公認会計士）、 伊平崇耶（UPLIFT  日活)
- #30 川瀬浩平（偽まる　ジェネオンエンタテインメント制作本部第2制作部 プロデューサー）
- #32,33 山田真哉（公認会計士）、野崎岳彦（角川書店第二編集部副部長）、女井正浩（富士見書房ドラゴンマガジン編集長）
- #34,35 角川書店ニュータイプロマンス編集部の女性編集者（糸井明日香、梅津友美、ロマ子）
- #38,39 筆谷芳行（少年画報社ヤングキングアワーズ編集長）、上田耕行（ジェネオンエンタテインメント制作本部第2制作部 チーフプロデューサー）
- #40,41 大和田秀樹（漫画家）
- #42,43 長島☆自演乙☆雄一郎（コスプレイヤー、キックボクサー）
- #43 川瀬浩平（偽まる　ジェネオンエンタテインメント制作本部第2制作部 プロデューサー）、電話出演：中山信宏（ジェネオンエンタテインメント制作本部第2制作部 プロデューサー）
- #44,45 岩浪美和（音響監督）
- #48,49 武器屋桃太郎（喜屋武ちあき）、流原蓮次（原田まりる）（腐男塾[2]）
- #50,51 黒瀬真也（角川書店「Newtype THE LIVE 特撮ニュータイプ」編集部 副編集長）
- #52,53 井上敏樹（脚本家）
- #55 川瀬浩平（偽まる　ジェネオンエンタテインメント制作本部第2制作部 プロデューサー）
- #56,57 おかゆまさき（小説家）、三木一馬（アスキー・メディアワークス 電撃文庫編集部員）
- #60,61 高橋祐馬（アニプレックス 宣伝プロデューサー）、鈴木健太（アニプレックス 宣伝）
- #62,63 桃井はるこ（声優）
- #64,65 生天目仁美（声優）
- #66 伊瀬茉莉也（声優）
- #66,67 中山信宏（ジェネオン・ユニバーサル・エンタテイメント制作本部第2制作部 プロデューサー）
- #68 里見哲朗、岩浪美和（音響監督）
- #69 里見哲朗、板垣伸（アニメーション監督）
- #70 ギョーカイ時事放談！ SF スペシャル in 塩原
- #71,72 影山ヒロノブ（歌手）
- #73 喜多村英梨（声優）　コミックマーケット公開録音76
- #74,75 塚本浩司（COMIC ZIN コミックバイヤー）
- #76,77 小林治（フリーランスのアニメ系ライター・ラジオ番組構成作家）
- #78,79 田口清隆（特撮監督）
- #82,83 佐藤利奈（声優）
- #88,89 ミサコ・ロックス（NY在住 漫画家）
- #90,91 大和田秀樹（漫画家）
- #92,93 久松ゆのみ（漫画家、リスナー こみゅ）
- #95 中山信宏（ジェネオン・ユニバーサル・エンタテイメント制作本部第2制作部 プロデューサー）
- #96,97 吉浦康裕、里見哲朗
- #98,99 100回直前スペシャル「素顔のレスキューファイアー全員緊急出場！」
  - 岩本晶（レスキューファイアー監督)、久保翔（炎タツヤ役）、川田祐（恵ユウマ役）、中村優（雪リツカ役）、福山一樹（葵ツバサ役）、水野真典（航ジュン役）
- #100,101 100、101回スペシャル のら犬ファミリーの皆さん（里見哲朗、中山信宏、大和田秀樹、岩浪美和）
- #104 伊藤静
- #105 後藤麻衣
- #106 柴田一成（リアル鬼ごっこ2 映画監督）
- #108 杉作J太郎
- #110 ABI（BDA：ブルーレイディスク・アソシエーション）、里見哲朗
- #111 なかやまのぶひろのギョーカイ時事放談（中山信宏、生天目仁美）
- #114 三木一馬
- #116,117 藤津亮太（アニメ評論家）
- #118 坂巻学、越田直樹、市来光弘、三木一馬、いとうのいぢ、鳩岡桃子（とある出版社のとあるWEBサイトの編集者）
- #120,121,122 スタパ斎藤
- #123 鈴木健太（アニプレックス）、坪井亮祐（ポニーキャニオン）、笠井純（メディアファクトリー）
- #124,125,126 Yasuyuki Ueda（ジェネオン・ユニバーサル）
- #129 岩浪美和、中山信宏（生放送）
- #130,131 大和田秀樹
- #134,135 復活！峠のラジオ（佐藤利奈）
- #136 明坂聡美、中山信宏（生放送）
- #137,138 エスウッド鈴木
- #139,140 おかゆまさき、三木一馬
- #141 生天目仁美、後藤麻衣（生放送）
- #144 里見哲朗
- #145 大和田秀樹（生放送）
- #147,148 松下唯(SKE48)、秦佐和子(SKE48)
- #150,151 misakorocks
- #156,157 和田敦（アスキー・メディアワークス 電撃文庫編集部員）
- #158 生天目仁美（電話ゲスト）（生放送）
- #160 新人声優ユニット 名称未定（古木のぞみ、藤村鼓乃美、三上遥香、森千早都）
- #164 里見哲朗（日本SF大会）
- #165,166 清水香里、植田佳奈
- #167 上坂すみれ (生放送)
- #169,170 岩浪美和、森川智之、野島健児
- #171 岩浪美和(生放送)
- #173,174 ABI（BDA：ブルーレイディスク・アソシエーション）、山中隆弘（キングレコード）
- #178,179 生天目仁美
- #180 大和田秀樹（生放送）
- #183 ワンリルキス（生放送）
- #188 ワンリルキス（古木のぞみ、三上遥香）（生放送）
- #190,191 高橋祐馬
- #194,195 たかみゆきひさ
- #196 藤村鼓乃美（生放送）
- #197,198 冨田明宏
- #200 里見哲朗、中山信宏、岩浪美和
- #202 飯田尚史
- #203,204 エスウッド鈴木
- #209 生天目仁美、後藤麻衣（生放送）
- #213,215 水島努、里見哲朗
- #216,217 岩浪美和、小山恭正、山口貴之
- #221,222 伊平崇耶
- #225,226 五十嵐雄策、和田敦
- #229,230 Yasuyuki Ueda
- #231 大和田秀樹、佐藤利奈（生放送）
- #232 大和田秀樹
- #237,238 中山信宏、太田勝也（ジェネオン・ユニバーサル）
- #244 三木一馬、渡辺隆（アスキー・メディアワークス）、轟豊太（フロンティアワークス）、大和田智之（BS11） （公開録音）
- #245,246 鳩岡桃子（角川書店「月刊ニュータイプ」編集部員）
- #247 田中潤一朗（TBS）、髙取昌史、野島鉄平（ポニーキャニオン） （生放送）
- #252 森千早都（生放送）
- #257,258 青木健（ラーメン評論家・イラストレーター・漫画家）
- #259 藤村鼓乃美
- #261 生天目仁美（生放送）
- #268 エスウッド鈴木
- #272 アニメ仮面
- #279,280 髙取昌史
- #281,282 大和田秀樹（#281 生放送）
- #293,294 山口朋（タカラトミー カード企画部）、白鳥男也 （タカラトミー）（#293 生放送）
- #298[3] 岩浪美和、中山信宏（生放送）
- #304 加隈亜衣
- #305 加隈亜衣、岩浪美和、松倉友二、山口朋（一部公開生放送）
- #313,314 WIXOSS GIRLS（七瀬いづみ、幸野ゆりあ、川上愛美、みゆきこと）
- #315 中山信宏（生放送）
- #320 木村珠莉
- #329,330 Yasuyuki Ueda
- #331,332 大和田秀樹（#331 生放送）
- #333 中山信宏
- #335 木村珠莉
- #336 佐藤利奈、木村珠莉

### イベント
- 2008年11月23日 日曜日　新宿ロフトプラスワンスペシャル（ゲスト：偽まる、後藤麻衣、おかゆまさき、三木一馬、和田敦、松倉友二）
- 2009年03月27日 金曜日　のら犬兄弟のギョーカイ時事放談 FESTIVAL（出演者：偽まる、ＵＰＬＩＦＴ、アニメ仮面、大和田秀樹、佐藤利奈、松倉友二、岩浪美和、市川量也、中山信宏）
- 2009年07月05日 日曜日　のら犬兄弟ギョーカイ時事放談！ SFスペシャル in 塩原
- 2009年08月15日 土曜日　のら犬兄弟ギョーカイ時事放談！ in 東京ビッグサイト・コミックマーケット76 西4F企業ブースNo.232「ロンドローブ」ブース前（出演者：偽まる、ＵＰＬＩＦＴ、アニメ仮面　会場で捕まえられてちょこっと出演者：喜多村英梨、髙取昌史 補足：当イベント日のブースで、のら犬兄弟のTシャツが販売で完売）
- 2009年12月30日 水曜日　年末だよ！のら犬兄弟のギョーカイ時事放談スペシャル in シアターTSUTAYAなう。（出演者：偽まる、ＵＰＬＩＦＴ、アニメ仮面、生天目仁美、岩浪美和、髙取昌史、渡辺隆、松倉友二、中山信宏、玉井☆豪）
- 2010年10月10日 日曜日　徳島 マチ★アソビ公開録音[4]
- 2011年02月19日 土曜日　のら犬兄弟のギョーカイ時事放談　ロフト復活編
- 2011年05月14日 土曜日　のら犬兄弟のギョーカイ時事放談　心機一転スペシャル
- 2011年09月04日 日曜日　第50回日本SF大会
- 2011年10月13日 木曜日　ギョーカイ時事放談　プチ公録SP[5]
- 2011年12月16日 金曜日　のら犬兄弟のギョーカイ時事放談　ロフト年末忘年会スペシャル
- 2012年03月10日 土曜日　のら犬兄弟のギョーカイ時事放談　無計画スペシャル
- 2012年07月15日 日曜日　のら犬兄弟のギョーカイ時事放談　ロフトプラスワン　いいね！　スペシャル
- 2012年09月22日 土曜日　のら犬兄弟のギョーカイ時事放談　ロフトプラスワン　秋の祭典スペシャル
- 2012年12月15日 土曜日　のら犬兄弟のギョーカイ時事放談　2012年終わらせなければ終わらないスペシャル
- 2013年03月09日 土曜日　のら犬兄弟のギョーカイ時事放談　のら犬貴族の貴族による貴族のためのロフトプラスワンスペシャル
- 2013年03月30日 土曜日　アニメコンテンツエキスポ2013　公開録音[6]
- 2013年06月16日 日曜日　のら犬兄弟のギョーカイ時事放談　ロフトプラスワン　リスナーズカンファレンス2013
- 2013年09月21日 土曜日　のら犬兄弟のギョーカイ時事放談　ロフトプラスワン　秋の祭典ＳＰ
- 2013年12月14日 土曜日　のら犬兄弟のギョーカイ時事放談！　ロフトプラスワン　復活・再開ＳＰ
- 2014年03月22日 土曜日　のら犬兄弟のギョーカイ時事放談！　ロフトプラスワン　のら犬ジャパンＳＰ
- 2014年06月25日 水曜日　のら犬兄弟のギョーカイ時事放談！　ｉｎｆｅｃｔｅｄ　ｓｅｌｅｃｔｏｒ　ＳＰ[7]
- 2014年09月20日 土曜日　のら犬兄弟のギョーカイ時事放談！　業界騒然！？　話題の　ＳＨＩＲＯＢＡＫＯ　ＳＰ（スペシャル）
- 2014年12月13日 土曜日　のら犬兄弟のギョーカイ時事放談！　年末反省会ＳＰ
- 2015年01月31日 土曜日　のら犬兄弟のギョーカイ時事放談！　大阪出張ＳＰ[8]
- 2015年03月28日 土曜日　のら犬兄弟のギョーカイ時事放談！　業界ウォッチ　もうすぐ春だにゃんＳＰ

### DVD
- ギョーカイ時事放談（DVD-ROM 2009年2月18日予約受注生産 発売元／販売元：ブルームビジョン）※上記 ☆ 印、の他 #05,10,11,15,20,21,23,26,27を収録。

## のら犬ブラザースのアニメ!ギョーカイ時事放談
2015年4月1日-：公式サイトにて毎週水曜22時00分に配信。ワーナー・ブラザース・ホームエンターテイメント、バーナムスタジオ、マベリカ提供、CM提供はアスキー・メディアワークス。

### 沿革
のら犬兄弟のギョーカイ時事放談の続編として配信開始。放送回数も継続して343回から始まった。
2016年8月以降は、月初週は生放送、その2週目と3週目は生放送と同じ出演者にて収録回を放送（3本撮りの状態）、4週目と5週目はイベントの様子など特別な放送回の構成としている。
生放送配信はUstreamを使っていたが、不具合が多かったため、2017年始頃からYouTube Liveに変更された。（Ustream自体が2017年4月に終了した）
2018年1月からパーソナリティとスタッフが多忙のため隔週放送となる。初週の生放送を、2週目にアーカイブ配信するようになった。

## のら犬さんのアニメ！ギョーカイ時事放談
2022年10月5日-：公式サイトにて隔週水曜22時00分に配信。

### 沿革
のら犬ブラザースのアニメ!ギョーカイ時事放談の続編として、配信開始の放送回数も継続して600回より開始。
初回ゲストは桃井はるこ
番組アシスタントに浅見春那が加入した。